# صلاة الساعة الثالثة
صلاة الساعة الثالثة هي إحدى صلوات الكنيسة القبطية الأرثوذكسية. في مثل هذه الساعة حل الروح القدس على التلاميذ الأطهار. في هذه الصلاة نطلب اضرام مواهب الروح القدس فينا. وهذه الساعة تقابل التاسعة صباحا بالتوقيت الإفرنجي.